# Walter Carsen Centre

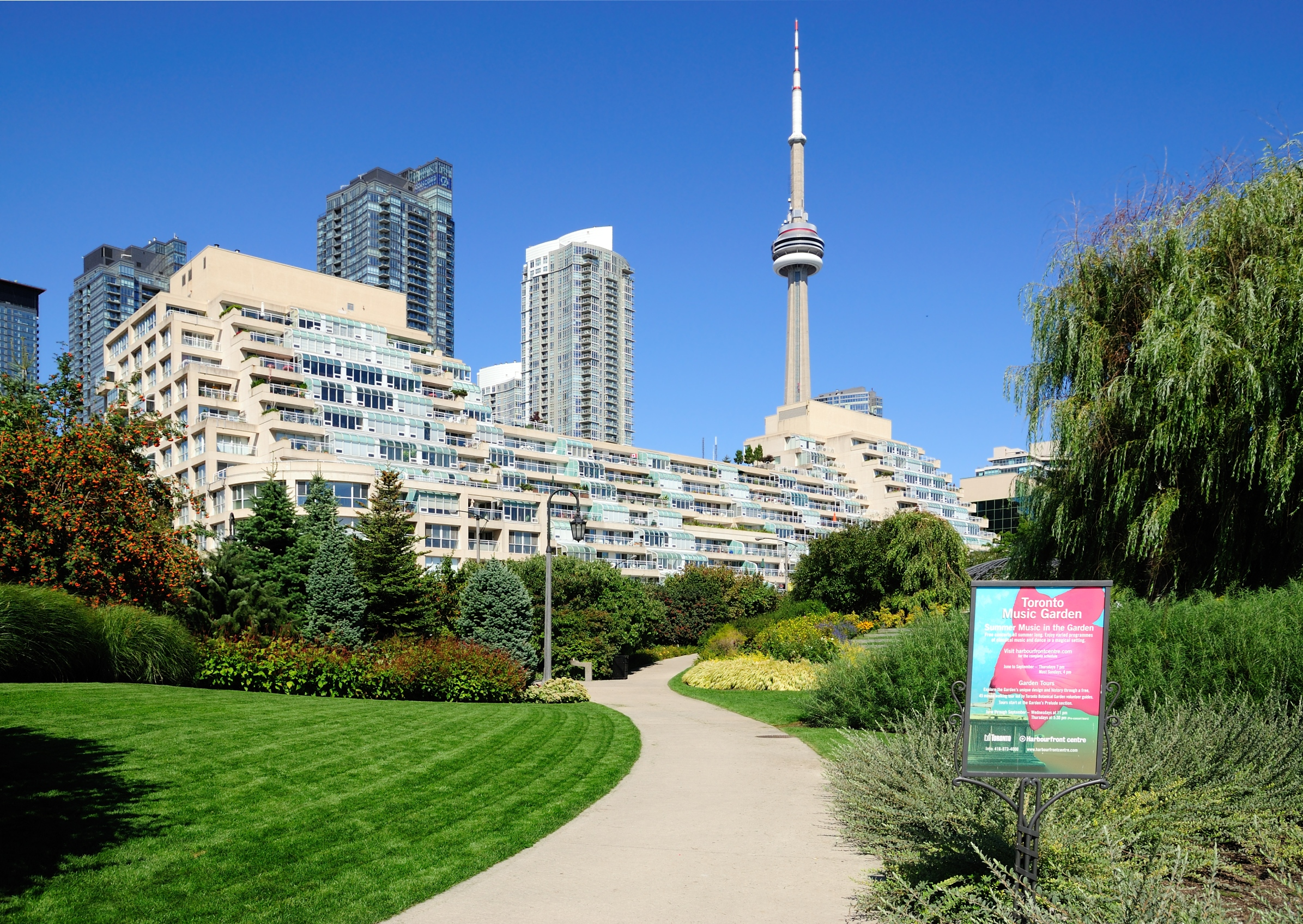
King’s Landing Condominium

Das Walter Carsen Centre ist ein Gebäudekomplex im kanadischen Toronto. Es befindet sich im Queen’s Quay West in Harbourfront im Areal King’s Landing und bietet eine Nutzfläche von 8.825 m². In den unteren Stockwerken ist das kanadische Nationalballett beheimatet. Daneben verfügt es über luxuriöse Eigentumswohnungen. Dieser treppenförmige Bau wurde von dem Architekten Arthur Erickson entworfen und 1984 fertiggestellt. Die 320 Wohnungseinheiten gehörten zu den ersten Eigentumswohnungen entlang des Torontoer Seeufers, der seit den 1970er Jahren massiv bebaut wird.